# Arne-Patrik Heinze

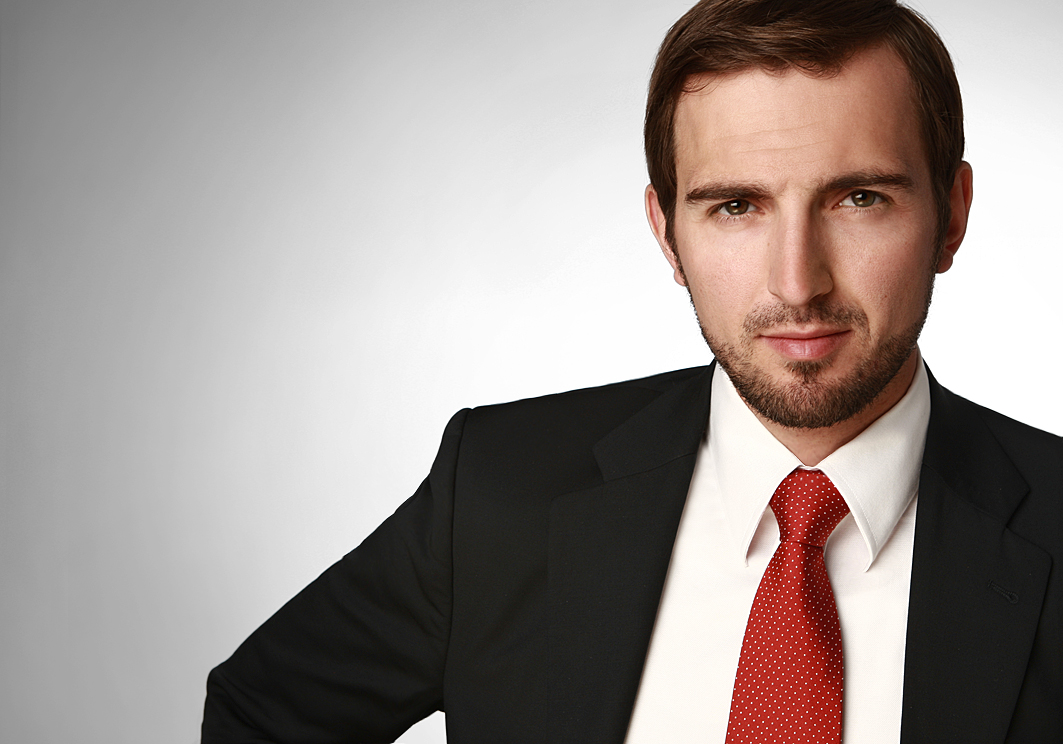
Arne-Patrik Heinze (2014)

Arne-Patrik Heinze (* 1978) ist ein deutscher Rechtsanwalt.

## Werdegang
Heinze studierte von 1998 bis 2003 Rechtswissenschaften an der Universität Hamburg mit einem Auslandsaufenthalt an der Aristoteles-Universität Thessaloniki. 2004 absolvierte er das erste Staatsexamen, 2006 wurde er mit einer Arbeit im bürgerlichen Recht promoviert. Es folgte ein LL.M.-Studium und 2008 das zweite Staatsexamen beim Hanseatischen Oberlandesgericht.
Ab 2004 begann Heinze eine Tätigkeit als Repetitor. 2012 war er Lehrbeauftragter für Völker-, Verfassungs- und Europarecht an der Fachhochschule der Polizei des Landes Brandenburg, 2013 für öffentliches Wirtschaftsrecht, Verfassungs- und Europarecht an der Hochschule für Ökonomie und Management. Von 2013 bis 2015 hatte er eine Professur an der Polizeiakademie Niedersachsen inne.
In seiner Tätigkeit als Rechtsanwalt und Fachanwalt für Verwaltungsrecht ist Heinze auf Prüfungsanfechtungen und Studienplatzklagen sowie Verfassungs- und Europarecht und Öffentliches Baurecht spezialisiert.

## Publikationen
- mit Holger Schwemer: Kommentar Hamburger Sicherheits- und Ordnungsgesetz (SOG). Boysen & Mauke. Hamburg. 2005. ISBN 978-3-931518-61-5
- Die Vereinbarkeit der §§ 241a, 661a BGB mit dem Ausgleichsprinzip und anderen Wertungsmodellen des Bürgerlichen Gesetzbuches. Boysen & Mauke, Hamburg 2006, ISBN 978-3-931518-67-7
- Systematisches Fallrepetitorium Verfassungsrecht. De Gruyter, 2014, ISBN 978-3-11-031474-8
- Systematisches Fallrepetitorium Allgemeines Verwaltungsrecht. De Gruyter. 2014. ISBN 978-3-11-033212-4
- Systematisches Fallrepetitorium Besonderes Verwaltungsrecht: Berlin. De Gruyter. 2015. ISBN 978-3-11-031224-9
- Systematisches Fallrepetitorium Besonderes Verwaltungsrecht: Hamburg. De Gruyter. 2015. ISBN 978-3-11-040881-2
- Systematisches Fallrepetitorium Europarecht 2. Auflage. De Gruyter 2020. 170 Seiten. ISBN 978-3-11-061380-3
- Systematisches Fallrepetitorium Allgemeines Verwaltungsrecht Band 1 (Verwaltungsprozessrecht). 2. Auflage, De Gruyter. 2020. 343 Seiten. ISBN 978-3-11-033212-4
- Systematisches Fallrepetitorium Allgemeines Verwaltungsrecht Band 1 (Verwaltungsverfahrensrecht). 2. Auflage, De Gruyter. 2020. 289 Seiten. ISBN 978-3-11-061413-8